# Sebastes emphaeus
Sebastes emphaeus és una espècie de peix pertanyent a la família dels sebàstids i a l'ordre dels escorpeniformes.

## Etimologia
Sebastes prové del mot grec sebastes (august, venerable), mentre que emphaeus és una paraula grega que vol dir pantalla.

## Descripció
Fa 18 cm de llargària màxima i és de color marró vermellós a coure amb taques fosques al dors (esvanint-se a blanc) i, sovint, amb una banda fosca ventral. Boca vermella. Aletes transparents i tenyides de rosa. 13 espines i 14-15 radis tous a l'única aleta dorsal, la qual s'estén sobre la major part de la longitud del dors. 3 espines i 7 radis tous a l'aleta anal. Espines del cap de fortes a moderades. Presència d'espines nasals, preoculars, postoculars, timpàniques i parietals. Absència d'espines supraoculars, coronals i nucals. Aleta anal arrodonida. Aleta caudal feblement bifurcada. Línia lateral contínua. 41-45 branquiespines. Absència d'aleta adiposa. Cap espina i 17 radis tous a les aletes pectorals i 1 espina i 5 radis tous a les pelvianes. La segona espina anal és més allargada que la tercera. La cavitat intestinal és fosca. L'abdomen de les femelles madures és semitransparent i fosc a causa dels embrions que s'hi desenvolupen. Les anàlisis de l'ADN mitocondrial mostren que està més estretament relacionat genèticament amb Sebastes variegatus i Sebastes wilsoni que amb qualsevol altra espècie del mateix gènere.

## Reproducció
És de fecundació interna i vivípar. La femella té d'un període de gestació d'1 mes després de la fecundació i pon entre 3.300 i 58.000 ous a l'any, els quals són alliberats a les esquerdes del fons marí. Al sud-est d'Alaska, la posta té lloc entre el juny i l'agost (amb un pic al juliol); entre l'agost i el setembre a Puget Sound; i a les illes San Juan (Washington, els Estats Units) del juliol a l'agost.

## Alimentació i depredadors
A Alaska es nodreix d'animals bentònics (copèpodes i larves d'invertebrats, entre d'altres) i el seu nivell tròfic és de 3,24. A Alaska és depredat per Sebastes caurinus, Sebastes maliger i Sebastes ruberrimus.

## Hàbitat i distribució geogràfica
És un peix marí, associats als esculls i les costes rocalloses (entre 0 i 366 m de fondària) i de clima temperat (60°N-38°N), el qual viu al Pacífic nord-oriental: des de la península de Kenai (Alaska) fins al nord de Califòrnia, incloent-hi el golf d'Alaska, Puget Sound, la mar de Salish, l'estret de Geòrgia i el Canadà. És comú veure'l descansant entre coves i esquerdes o cercant refugi en zones de forts corrents.

## Observacions
És inofensiu per als humans, el seu índex de vulnerabilitat és baix (24 de 100), la seua carn és saborosa i escamosa (tot i que poques vegades és emprat com a aliment) i la seua longevitat és de 22 anys o més. Pot ésser utilitzat com a esquer per a pescar Ophiodon elongatus, Scorpaenichthys marmoratus i d'altres peixos.